# Sygepasser
 Denne artikel omhandler civile sygepassere. Opslagsordet har også en anden betydning, se Sygepasser (militær).
En sygepasser er en nu udfaset sundhedsuddannelse, der er blevet erstattet af SOSU-uddannelserne.
| Sygepleje | Spire Denne artikel om sygepleje er en spire som bør udbygges. Du er velkommen til at hjælpe Wikipedia ved at udvide den. |